# Boeurs-en-Othe
Bœurs-en-Othe es una localidad y comuna francesa situada en la región de Borgoña, departamento de Yonne, en el distrito de Sens y cantón de Cerisiers.

## Demografía
| 647 | 808 | 874 | 909 | 949 | 918 | 949 | 969 | 916 | 918 | 915 | 924 | 830 | 807 | 795 | 764 | 701 | 682 | 621 | 604 | 546 | 498 | 482 | 449 | 442 | 401 | 358 | 298 | 231 | 212 | 241 | 293 | 316 |
| Para los censos de 1962 a 1999 la población legal corresponde a la población sin duplicidades (Fuente: INSEE [Consultar]) |     |     |     |     |     |     |     |     |     |     |     |     |     |     |     |     |     |     |     |     |     |     |     |     |     |     |     |     |     |     |     |     |